# 羞明
羞明（しゅうめい、英: photophobia）は、強い光を受けた際に、不快感や眼の痛みなどを生じることをいう。英語では恐怖症を示す "phobia" が付いているが、原因の多くは網膜や視神経に対する過度な刺激による眼科的な要因である。

## 原因

### 眼疾患
- 色覚異常 [1]
- 無虹彩 [2]
- 無水晶体症 [3]
- 先天性緑内障 [2]
- 白内障 [2]
- 錐体ジストロフィー [2]
- 眼の先天異常 [2]
- ウイルス性結膜炎 [4]
- 角膜ジストロフィー [2]
- 角膜潰瘍 [5]
- 水晶体転位症 [2]
- 眼内炎 [2]
- 眼外傷 [2]
- 水眼[2]
- 虹彩炎 [2]
- 視神経炎 [2]
- 瞳孔散大 （自然にまたは化学的に誘導される）[3]
- 網膜剥離
- ぶどう膜炎 [2]

### 神経疾患
- 強直性脊椎炎 [6]
- 自閉症スペクトラム [7]
- アーノルド・キアリ奇形
- 失読症 [8]
- 脳炎 [2]
- 髄膜炎 [2]
- くも膜下出血[9]
- 後頭蓋窩腫瘍[2]
- アイザックス症候群

### その他の要因
- 白皮症 [10]
- リボフラビン欠乏症 [11]
- ベンゾジアゼピンの使用中断 [12][13]
- 化学療法 [2]
- チクングニア熱 [14]
- 慢性疲労症候群 [15]
- シスチン蓄積症 [2]
- エーラス・ダンロス症候群 [16]
- 二日酔い [17]
- インフルエンザ [18]
- 伝染性単核球症 [19]
- マグネシウム欠乏症 [20]
- 水銀中毒 [21]
- 片頭痛 [22]
- 狂犬病 [23]
- チロシン血症II型 [2]

## 処置
- 直射日光などの強い光を避けるか、遮光眼鏡（眩しさの原因となる青色系統の光線のみをカットするように作られたサングラス）を使用する。